# Новоспасское сельское поселение (Смоленская область)
Новоспа́сское се́льское поселе́ние — упразднённое муниципальное образование в составе Ельнинского района Смоленской области России.
Административный центр — деревня Лапино.
Образовано Законом Смоленской области от 20 декабря 2004 года. Упразднено Законом Смоленской области от 25 мая 2017 года с включением 5 июня 2017 года всех входивших в его состав населённых пунктов в Леонидовское сельское поселение.

## Географические данные
- Общая площадь: 131,21 км²
- Расположение: южная часть Ельнинского района
- Граничит:
  - на северо-востоке и востоке — с Мутищенским сельским поселением
  - на юге — с Рославльским районом
  - на юго-западе — с Починковским районом
  - на западе — с Малышевским сельским поселением
  - на северо-западе — с Леонидовским сельским поселением
  - на севере — с Ельнинским городским поселением
- По территории поселения проходит автомобильная дорога Р137 Сафоново — Рославль (с севера на юг).

## Население
| 2011 | 2012 | 2013 | 2014 | 2015 | 2016 | 2017 |
| ---- | ---- | ---- | ---- | ---- | ---- | ---- |
| 410  | ↘401 | ↘384 | ↘379 | ↘368 | ↘353 | ↘333 |

## Населённые пункты
На территории поселения находилось 13 населённых пунктов.:
- Лапино, деревня
- Бибирево, деревня
- Коситчено, деревня
- Липня, деревня
- Луки, деревня
- Максаки, деревня
- Нешево, деревня
- Новоспасское, деревня
- Передельники, деревня
- Светилово, деревня
- Филатка, деревня
- Хохловка, деревня
- Шатьково, деревня